# اچ‌ام‌اس پارامور (۱۶۹۴)
اچ‌ام‌اس پارامور (۱۶۹۴) (به انگلیسی: HMS Paramour (1694)) یک کشتی بود که طول آن ۶۴ فوت ۸ اینچ (۱۹٫۷ متر) بود.